# Émetteur du belvédère de la Jeanne
L'émetteur du belvédère de la Jeanne est une installation permettant la diffusion de la télévision numérique terrestre et de la radio FM sur l'agglomération d'Annecy. Il se trouve près de la montagne de La Grande Jeanne, il mesure 55 mètres de haut et appartient à l'opérateur TDF (Télédiffusion de France). Ce site de diffusion comporte également des relais de téléphonie mobile, de faisceau hertzien et de communications mobiles privées (PMR).

## Télévision

### Analogique
Le 20 septembre 2011 marque la fin de la télévision en mode analogique sur la région des Alpes. La chaîne Canal+ avait déjà arrêté ses émetteurs analogiques rhônalpins quasiment 1 an auparavant, le 22 septembre 2010.
| Chaîne          | Canal | Puissance (PAR) |
| --------------- | ----- | --------------- |
| TF1             | 64H   | 500 W           |
| France 2        | 58H   | 500 W           |
| France 3 Alpes  | 61H   | 500 W           |
| Canal+          | 7V    | 100 W           |
| France 5 / Arte | 50H   | 500 W           |
| M6              | 53H   | 500 W           |
| TV8 Mont-Blanc  | 48H   | 500 W           |

### Numérique[2]
| Multiplex | LCN              | Chaînes                                                          | Canal | Puissance (PAR) | Diffuseur |
| --------- | ---------------- | ---------------------------------------------------------------- | ----- | --------------- | --------- |
| R1        | 2 3 14 27        | France 2 France 3 Alpes France 4 France Info                     | 48H   | 50 W            | Towercast |
| R15       | 31               | 8 Mont-Blanc                                                     | 32H   | 20 W            | TDF       |
| R2        | 8 15 16 17 18    | C8 BFM TV CNews CStar Gulli                                      | 21H   | 50 W            | TDF       |
| R3        | 4 26 41 42 43 45 | Canal+ LCI Paris Première Canal+ Sport Canal+ Cinéma(s) Planète+ | 27H   | 50 W            | TDF       |
| R4        | 5 6 7 9 22       | France 5 M6 Arte W9 6ter                                         | 28H   | 54 W            | Towercast |
| R6        | 1 10 11 12 13    | TF1 TMC TFX NRJ 12 LCP                                           | 24H   | 50 W            | Towercast |
| R7        | 20 21 23 24 25   | TF1 Séries Films L'Équipe RMC Story RMC Découverte Chérie 25     | 39H   | 50 W            | Towercast |

## Radio FM
En raison de sa forte proximité avec Annecy, l'émetteur du Belvédère de la Jeanne diffuse la plupart des radios autorisées sur l'agglomération annécienne.
| Fréquence | Radio                      | Catégorie      | Puissance | Diffuseur | RDS      |
| --------- | -------------------------- | -------------- | --------- | --------- | -------- |
| 87.6      | France Culture             | Radio publique | 70 W      | TDF       | _CULTURE |
| 88.6      | RCF Haute-Savoie           | A              | 1 kW      | TDF       | RCF_74__ |
| 89.4      | Latina                     | D              | 500 W     | Towercast | _LATINA_ |
| 90.0      | Radio FG                   | D              | 500 W     | Towercast | __FG.___ |
| 93.1      | Nostalgie                  | D              | 1 kW      | Towercast | NOSTALGI |
| 94.0      | La Radio Plus              | B              | 1 kW      | Towercast | __PLUS__ |
| 95.2      | France Bleu Pays de Savoie | Radio publique | 1 kW      | Towercast | BLEU.SAV |
| 96.0      | Chérie FM Alpes            | C              | 1 kW      | Towercast | CHERIEFM |
| 96.4      | BFM Business               | D              | 1 kW      | TDF       | __BFM___ |
| 97.4      | France Inter               | Radio publique | 70 W      | TDF       | __INTER_ |
| 98.3      | France Musique             | Radio publique | 70 W      | TDF       | _MUSIQUE |
| 99.0      | Jazz Radio                 | C              | 500 W     | TDF       | J_A_Z_Z_ |
| 99.4      | Mouv'                      | Radio publique | 1 kW      | Towercast | __MOUV'_ |
| 100.5     | Europe 2                   | D              | 1 kW      | Towercast | EUROPE_2 |
| 101.5     | ODS Radio                  | B              | 500 W     | TDF       | _O_D_S__ |
| 102.1     | Fun Radio                  | D              | 1 kW      | TDF       | ___FUN__ |
| 102.8     | NRJ Alpes                  | C              | 1 kW      | Towercast | __NRJ___ |
| 103.3     | RTL                        | E              | 1 kW      | TDF       | ___RTL__ |
| 104.2     | RMC                        | E              | 1 kW      | Towercast | _RMC____ |
| 104.8     | Europe 1                   | E              | 1 kW      | Towercast | EUROPE_1 |
| 106.6     | France Info                | Radio publique | 500 W     | TDF       | __INFO__ |

## Téléphonie mobileet autres transmissions[7]
| Opérateur | 2G  | 3G  | 4G  | FH  |
| --------- | --- | --- | --- | --- |
| Orange    | Oui | Non | Non | Oui |
| SFR       | Oui | Oui | Oui | Oui |
| Free      | Non | Oui | Oui | Oui |

- TDF : faisceau hertzien
- PMR

## Photos du site
- Photos du site tvignaud (photos de février 2003 (consulté le 18 avril 2017).
- Photos du site annuaireradio.fr (photos plus récentes) (consulté le 18 avril 2017).